# 완만한 벨라루스화
완만한 벨라루스화 또는 연성 벨라루스화(벨라루스어: мяккая беларусізацыя miakkaja biełarusizacyja, 러시아어: мягкая белорусизация myagkaya belorusizatsiya[*])는 알렉산드르 루카셴코 벨라루스 대통령의 국내 정책의 한 요소로, 벨라루스어의 존재감을 점진적으로 높이고 벨라루스의 러시아화를 부분적으로 되돌리는 것을 목표로 한다.
이러한 변화의 첫 징후는 2014년에 루카셴코가 처음으로 독립기념일 연설을 벨라루스어로 했을 때 감지되었다. 이 변화에 대한 몇 가지 설명이 있다. 루카셴코 자신은 "민족의 통합을 침해하는" 자들에 대한 경고라고 말했다. 알렉산드르 야라셰비치는 (당시) 최근 우크라이나 사태를 고려하여 러시아와 거리를 두려는 시도라고 생각한다. 또한 민족주의 성향의 야당 운동에 부응하여 벨라루스의 국가 정체성을 강화하려는 시도로도 설명된다.
2016년, 벨라루스 정부는 벨라루스 문화 및 소매 이니셔티브인 Symbal.by가 2014년에 시작한 행사 인 "비쉬반카의 날(Vyshyvanka Day)"을 문화의 해 관련 공식 행사 프로그램에 포함시켰다. 그 이후 이 축제는 민스크 및 기타 도시에서 국가 차원에서 기념되고 있다.
2019년 문서 "벨라루스 공화국의 정보 보안 원칙"에는 다음과 같이 명시되어 있다. "벨라루스어는 국가에 헌법적으로 확립된 이중 언어 사용과 더불어 벨라루스 사회의 국가 정체성을 강화하고 그 정신성을 형성하는 데 기여한다. 벨라루스어의 사회적 기능과 의사소통 가능성 확대, 국가 문화의 다른 요소들과 함께하는 완전하고 포괄적인 발전은 국가의 인도주의적 안보를 보장하는 역할을 한다." 동시에 벨라루스 관리들은 "연성 벨라루스화"가 러시아로부터의 거리 두기도, 서방으로의 명확한 전환도 아니라는 것을 시사하기 위해 회피적인 언어를 사용한다.
또한 백적백기와 벨라루스 인민공화국 건국 기념일을 포함하여 벨라루스 기득권과 야당 간의 첨예한 갈등이었던 역사적인 벨라루스 상징과 사건에 대한 태도 변화가 관찰되었다.
타데우시 코시치우슈코와 알기르다스 (리투아니아) 공작에 대한 두 개의 새로운 기념비 또한 벨라루스 정체성을 강화하고 러시아 세계와 대결하는 요소로 간주된다. 코시치우슈코는 1794년 러시아 제국에 대항하는 봉기를 이끌었으며, 알기르다스는 현대 벨라루스 땅을 리투아니아 대공국 영토로 확장했다.
"연성 벨라루스화"의 범위는 여전히 제한적이다. 특히, 2019년에는 벨라루스어 국가 지원에 관한 법률 초안이 통과되지 않았다.
이러한 "연성" 정책조차도 러시아로부터 충분한 비판을 불러일으켜 루카셴코 자신도 직접 나서서 다음과 같이 말했다: "우리가 거의 연성 벨라루스화를 진행하고 있고, 다른 어떤 일이 벌어지고 있으며, 우리가 거의 어디론가 유턴하고 있다는 일부 러시아 당파의 '말'을 듣는 것은 역겹다." 러시아 비평가들은 이 정책을 루카셴코가 벨라루스-러시아 통합 전략에 대한 지지에서 벗어나는 것으로 보고 있다.

## 더 읽어보기
- Ivan Posokhin, "Soft Belarusization: (Re)building of Identity or “Border Reinforcement”", COLLOQUIA HUMANISTICA, no. 8, 2019, doi:10.11649/ch.2019.005
- Marin, A. (2020). Belarusian Nationalism in the 2010s: a Case of Anti-Colonialism? Origins, Features and Outcomes of Ongoing ‘Soft Belarusianisation’, Journal of Belarusian Studies, 9(1), 27-50. doi:10.30965/20526512-12340003